# 忒修斯之船
忒修斯之船（英語：Ship of Theseus），亦稱忒修斯悖论（忒修斯又译作特修斯、提修斯、泰修斯、鐵修斯、翟修斯等），是形上學领域内关于同一性的一種悖论。1世纪时的希腊作家普魯塔克提出了這個問題：如果忒修斯的船上的腐烂的木頭逐漸被替換，直到所有的木頭都不是原來的木頭，那這艘船還是原來的那艘船嗎？這類問題現在被稱做“忒修斯之船”。有些哲學家認為是同一物体，有些哲學家認為不是。在普魯塔克之前，赫拉克利特、蘇格拉底、柏拉圖都曾經討論過相似的問题。近代霍布斯和約翰·洛克也討論過該問題。這個問題有許多不同版本，如“祖父的斧頭”，佛教文本《大智度論》中一個旅行者替換身體的故事，但至今仍无结论。
同樣的，本詞條自從建立以來被眾多網友開放編輯，若干年後的這個詞條還是原本那個詞條嗎？ 如果是，它可能已經每一個字元都被編輯者替換一遍了； 如果不是，那它是從什麼時候不是的？

## 總論
普魯塔克引用了以下的古希臘傳說作為舉例。
忒修斯與雅典的年輕人們自克里特島歸還時所搭的30槳船被雅典的人留下來做為紀念碑，隨著時間過去；木材逐漸腐朽，雅典人便會更換新的木頭。最後，該船每一根木頭都被換過了；因此，古希臘的哲學家們就開始問著：「這艘船還是原本的那艘忒修斯之船嗎？如果是，但它已經沒有最初的任何一根木頭了；如果不是，那它是從什麼時候不是的？」

## 哲学家对此问题的讨论

### 赫拉克利特
在赫拉克利特與柏拉圖提出討論後，他是第一個對此問題提出解答的人，他試圖以人不能兩次踏進同一條河水的概念來解答此問題，在一條河流裡水會源源不斷地湧進，所以每次踏入河流裡的人會遇到不同的河水，但這條河流依然還是原本的那條河流。

### 亞里斯多德
亞里斯多德認為可以用描述物體的四因論解決這個問題。構成材料是質料因，物質的設計和形式是形式因，形式因決定了物體是什麼。基於形式因，忒修斯之船還是原來的船，因為雖然材料變了，但船的設計——形式因——没有變。從這個角度看赫拉克利特的河流問題，則兩次踏入的是同一條河流，因為河流的形式因没有變。事物的目的決定了其目的因。忒修斯之船的目的在神话中是裝載和運輸，在現實中的目的是證明和紀念忒修斯，雖然材料變了，但目的没有變。

## 類似的悖論

### 赫拉克利特之河
赫拉克利特所提出。
人們雖然同樣渡過相同的河，但流經身旁的水卻是不同的。
普魯塔克亦引用赫拉克利特的觀點，提出無法再次渡過相同的河流的假說。

### 祖父的舊斧頭
英文的口語，指某物每次都殘留了本來的一部分；但更換了另一部分，逐漸所有的部分都換過的意思。
斧頭的刀刃換了3次，刀柄也換了4次，可是還是同一把舊斧頭。

### 佛教文獻中替換身體的故事
忒休斯之船有一個印度/中國的佛教版本，以一個鬼故事的形式保存在4世紀的佛教文本《大智度論》當中。
故事講的是一個旅行者晚上睡在一個空屋子裏，半夜忽然兩個鬼闖進來，為了搶奪一具屍體爭吵不休。旅行者被要求裁定屍體的歸屬權，當他誠實地把屍體判給扛來屍體的第一個鬼之後，第二個鬼大發雷霆，撕扯下了他身體的各個部分，第一個鬼則不斷用屍體的相應部分為他補全殘缺的身體。最後當這個人的全身都被屍體替換之後，兩個鬼一同吃掉散落地上的原本屬於旅行者的肢體，揚長而去。我們的主人公則已經弄不清他現在到底是誰。